# Vermögen (Wirtschaft)
In den Wirtschaftswissenschaften ist Vermögen (englisch assets) der in Geld ausgedrückte Wert aller materiellen und immateriellen Güter, die im Eigentum einer Wirtschaftseinheit stehen.

## Allgemeines
Die Definition des Vermögensbegriffs hängt von den Zweckmäßigkeitserwägungen desjenigen ab, der das Vermögen für ein bestimmtes Ziel untersuchen will. Für wirtschaftliche Zwecke ist jedenfalls erforderlich, dass dem Gegenstand nach objektiven Maßstäben ein wirtschaftlicher Wert beigemessen werden kann und die Wirtschaftseinheit über ihr Vermögen frei verfügen darf, wobei es nicht erforderlich ist, dass das Vermögen auch Erträge erbringt. Zudem spielt keine Rolle, ob und wie schnell es verwertbar ist. Hat die Wirtschaftseinheit Teile ihres Vermögens als Kreditsicherheit an Sicherungsnehmer übertragen, darf sie hierüber zwar nicht verfügen (lediglich benutzen); dennoch gehört ein sicherungsübereignetes Kraftfahrzeug zum Vermögen des Sicherungsgebers, der das Fahrzeug sogar als Anlagevermögen bilanzieren darf (§ 246 Abs. 1 HGB). Gold oder selbst genutzte Grundstücke werfen zwar keinen Ertrag ab, gehören aber dennoch zum Vermögen. Obwohl es innerhalb des Staatsvermögens das unveräußerliche Verwaltungsvermögen gibt (lateinisch Res extra commercium) – das unmittelbar der Erfüllung der öffentlichen Aufgaben und öffentlichen Zwecken dient – gehört es zum Staatsvermögen. Nicht zum Vermögen gehört, was nicht im Eigentum des Vermögensträgers steht, also alle sich bloß in seinem Besitz befindlichen Sachen (geliehene, gemietete, gepachtete, geleaste, gestohlene oder gefundene Sachen).
Je nachdem, welche Wirtschaftseinheit über das Vermögen als Eigentümer oder Rechtsinhaber verfügt, kann man zwischen Privatvermögen (Privathaushalte), Betriebsvermögen/betriebsnotwendiges Vermögen (Unternehmen), Kirchengut (Kirche) oder Staatsvermögen (Staat und seine Untergliederungen wie öffentliche Verwaltung, Staatsunternehmen oder Kommunalunternehmen) unterscheiden. Sie alle bilden einen Teil des Aggregats Volksvermögen als der Summe aller Reinvermögen innerhalb einer Volkswirtschaft. „Unter Vermögen des Bundes ist grundsätzlich die Gesamtheit der im Eigentum des Bundes stehenden Sach- und Geldwerte einschließlich der Rechte und Forderungen … zu verstehen“. Die Anteile einzelner Wirtschaftseinheiten am Gesamtvermögen nennt man personale Vermögensverteilung. Zum Betriebsvermögen gehört neben rein materiellen Gütern (z. B. Kassenbestand, Immobilien, Maschinen, Beteiligungen) auch der Gegenwert geistigen Eigentums (z. B. Patente, Lizenzen oder Markennamen). Das Privatvermögen der Privathaushalte setzt sich aus Wohnimmobilien, Hausrat, Kraftfahrzeuge, Bargeld, Geldanlagen, Schmuck oder Sammlungen zusammen.
Das Vermögen bildet im Regelfall rechtlich eine Sachgesamtheit, weil es sich aus unterschiedlichen Vermögensgegenständen zusammensetzt, die durch einen gemeinsamen wirtschaftlichen Zweck miteinander verbunden sind und ihren wirtschaftlichen Wert nur als Einheit entfalten können. Vermögen ist eine Bestandsgröße und wird vermindert durch Veräußerung, Diebstahl, Wertminderung oder vermögensmindernde Ausgaben und erhöht sich durch Kauf, Schenkung, Erbschaft, Wertsteigerung oder vermögenserhöhende Einnahmen.

## Geschichte
Der wirtschaftliche Vermögensbegriff entstand zunächst als Rechtsbegriff. Denn das Vermögen (lateinisch bona, patrimonium) spielte im römischen Recht eine zentrale Rolle. Innerhalb der Rechtsfähigkeit kannte man die Vermögensfähigkeit, ein eigenes Vermögen haben zu dürfen. Kinder waren zwar rechts-, aber nicht vermögensfähig. Da Sachen (lateinisch res) das wesentlichste Mittel für Menschen (zwecks Nahrung oder zum Verbrauch oder Gebrauch) darstellen, schufen die Römer Regeln über den Erwerb solcher Sachen zwecks Eigentums (lateinisch dominium) hierüber. Die Gesamtheit dieses Eigentums hieß Vermögen (nach Abzug der Schulden).
Das Substantiv „Vermögen“ gab es im Mittelalter lange Zeit nicht, sondern lediglich das Verb
„vermögen“ im Sinne von „fähig sein, können“. Aus einem oberösterreichischen Weistum des Jahres 1539 geht ersichtlich erstmals die substantivische Verwendung hervor, dass „ain jeder burger … sein vermögen …aines jeden jahrs bei geschwornen aid versteuern soll“. Hierbei handelt es sich auch um den ersten Hinweis auf eine Vermögensteuer. Im Mittelalter sammelte sich das Vermögen als Reichtum bei Fürsten, Kaisern oder Königen an; es hieß damals Kammergut. Als Staatsdomäne bezeichnete man dagegen das dem Staat gehörende Vermögen. Das Großkapital tauchte im 15. Jahrhundert außerhalb der Landesherren bei Kaufleuten zuerst in deutschen (Fugger) und italienischen Städten (Medici) auf. Das Vermögen der Fugger soll sich vom Beginn der selbständigen Tätigkeit Jakob Fuggers an (von etwa 1487 bis 1511) ungefähr verzehnfacht haben. Anna Maria Luisa de’ Medici hatte 1723 als Letzte des Zweiges das riesige, von der Familie in früheren Jahrhunderten angehäufte Vermögen geerbt: Paläste und Villen, Ländereien und Juwelen, Edelsteine und die weltweit größte Kunstsammlung. Als vermögend galten außerdem die Patrizier und einige Lombarden.
Seit 1608 ist die substantivische Verwendung als „Geld, geldwerte Güter“ üblich. Im Jahre 1610 verordnete die Schweiz, dass jeder, der das dortige Bürgerrecht erlangen wolle, 1000 Gulden reines Vermögen besitzen müsse. Eigenkapital galt 1733 als das Vermögen des Kaufmanns: „Capital nennet man ... das Vermögen eines handelsmanns“. Das Allgemeine Preußische Landrecht (APL) vom Juni 1794 kannte „baares Vermögen“ (I 2, § 11 APL) oder „bewegliches Vermögen“ (I 2, § 10 APL). Für Carl von Savigny waren 1840 „die Schulden als Bestandteile des Vermögens anzusehen“, der das Vermögen dann jedoch als „Summe von Rechten, welche dem Inhaber nach Abzug der Schulden übrigbleibt“, definierte. Seitdem berücksichtigt der juristische Vermögensbegriff Aktiva und Passiva, während der so genannte „natürliche Vermögensbegriff“ nur die Aktiva umfasst.
Das Handelsgesetzbuch (HGB) vom Januar 1900 führte für Unternehmen die Begriffe Anlagevermögen (mit den Unterbegriffen immaterielle Vermögensgegenstände, Sachanlagen und Finanzanlagen) sowie Umlaufvermögen ein (§ 266 HGB). Diese Kategorisierung folgte der allgemeinen wirtschaftlichen Einteilung der Vermögensarten.

## Vermögensarten
Man unterscheidet grob zwischen Sachvermögen und Geldvermögen, je nachdem, ob Sachwerte oder geldnahe Vermögenswerte im Vordergrund stehen:
- Sachvermögen: Eigentum an beweglichen Sachen und deren Zubehör, an Immobilien (Wohn- oder Gewerbeimmobilien, Grundstücken, grundstücksgleichen Rechten), an nicht börsennotierten Unternehmensbeteiligungen, an Produktionsmitteln oder Rohstoffen und an Schutzrechten (Patente, Lizenzen).
- Geldvermögen: Bargeld, Geldanlagen (Bankguthaben), Wertpapiere (Aktien, Anleihen oder Investmentanteile) oder Forderungen.

Milton Friedman fügte 1957 noch das Arbeitsvermögen (englisch human capital) als Vermögen in Gestalt menschlicher Kenntnisse und Qualifikationen hinzu. Arbeitsvermögen stellt somit die (abgezinsten) in Geld bewerteten Fähigkeiten einer Arbeitskraft dar, Einkommen zu erzielen.
Nach dem Vermögensinhaber unterscheidet man Privatvermögen, Staatsvermögen und Kirchengüter.
Nach § 1085 BGB ist auch ein Nießbrauch am Vermögen möglich, jedoch nur an den einzelnen zu dem Vermögen gehörenden Gegenständen.

## Wirtschaftliche Aspekte
Zu unterscheiden sind die betriebs- und volkswirtschaftliche Sichtweise.

### Vermögen im betriebswirtschaftlichen Sinn
Das Bruttovermögen beinhaltet auch die Schulden, beim Nettovermögen sind dagegen die Schulden abgezogen (Reinvermögen). Die Differenz zwischen Forderungen und Verbindlichkeiten wird in der Volkswirtschaftslehre oft als Geldvermögen bezeichnet. Das Nettovermögen bildet für Gläubiger (Kreditoren, Kreditgeber) die wichtigste Kreditgrundlage (Bonität) und ist die Voraussetzung für die etwaige Stellung von Kreditsicherheiten. Mit dem Vermögen befassen sich viele betriebswirtschaftliche (wie Anlagenintensität, Anlagendeckung, Kapitalbindung) und volkswirtschaftliche Kennzahlen (wie Geldmenge, Finanzvermögen). Die Vermögensrendite (englisch return on capital employed, auch Return on Investment) errechnet sich aus der Division des Vermögensertrags durch das gebundene Kapital (englisch capital employed):
{\displaystyle {\text{Vermögensrendite}}={\frac {\text{Ertrag des Vermögens}}{\text{Vermögen}}}\,\cdot 100\,\%}
Sie sagt aus, welche Rendite ein bestimmtes Vermögen erzielt hat. Diese Kennzahlen dienen dem Vermögensträger, seinen Gläubigern, den Finanzanalysten oder der interessierten Öffentlichkeit zur Beurteilung der wirtschaftlichen Lage einer Wirtschaftseinheit.
Größeres Vermögen ist als Portfolio anzusehen, dessen Zusammensetzung einer Risikodiversifizierung durch ein Portfoliomanagement oder eine Vermögensverwaltung zu unterziehen ist. Auf den Vermögenswert können sich nämlich Markt-, Zins- oder Kursrisiken auswirken und zu Wertminderungen oder Wertverlusten des Vermögens führen. So kann das unsystematische Risiko des Vermögens diversifiziert werden, dem systematischen Risiko hingegen kann nur durch Hedging begegnet werden.
Das Vermögen ist in vielen Staaten Gegenstand einer Substanzsteuer, die als Vermögensteuer seit Januar 1997 in Deutschland nicht mehr erhoben wird. Wird diese Steuer nicht durch die Vermögensrendite verdient, tritt ein Vermögensverlust ein. Die Erhebung einer Vermögensteuer kann dazu führen, dass inländische Vermögenswerte ins Ausland übertragen werden und dann Auslandsvermögen heißen.

### Wirtschaftliches Vermögen
Zum Vermögen gehören auch Vermögensgegenstände, die wirtschaftlicher Betrachtungsweise unterliegen. Das sind insbesondere Sachen, bei denen Eigentum und Besitz an derselben Sache auseinanderfallen. Bei ihnen darf ausnahmsweise der Besitzer diese Sachen seinem Vermögen zurechnen. Hierzu gehören Gegenstände, die unter Eigentumsvorbehalt erworben wurden, die einem Kreditinstitut sicherungsübereigneten Sachen (auch Sicherungsübereignung von Kraftfahrzeugen) oder Finanzierungsleasing (mit den Unterarten Sale-Lease-Back und Cross-Border-Leasing). Nach wirtschaftlicher Betrachtungsweise zählen sie zum Vermögen des Sicherungsgebers bzw. Leasinggebers (§ 246 Abs. 1 Satz 2 BGB, § 39 AO).

### Vermögen im volkswirtschaftlichen Sinn
Die Volkswirtschaftliche Gesamtrechnung (VGR) definiert das Volksvermögen im Rahmen der Vermögensbilanz als die Summe aller Reinvermögen innerhalb einer Volkswirtschaft. Im Rahmen der Vermögensrechnung werden die Bestände an Sachgütern, Forderungen und Verbindlichkeiten erfasst.
Das Europäische System Volkswirtschaftlichen Gesamtrechnungen (ESVG) stellt in der Aufstellung von Vermögensbilanzen den Vermögenswerten, den Aktiva (Vermögensgüter und Forderungen) die Verbindlichkeiten, die Passiva gegenüber. Der Saldo ist das Reinvermögen. Dieser wird für die Volkswirtschaft insgesamt als das Volksvermögen bezeichnet.
In finanziellen Vermögensbilanzen werden den Forderungen die Verbindlichkeiten gegenübergestellt, der Saldo ist das Nettogeldvermögen. Diese finanziellen Vermögensbilanzen werden von der Deutschen Bundesbank aufgestellt und veröffentlicht.
Die Vermögensgüter bestehen aus den produzierten und nichtproduzierten Vermögensgütern.
Die produzierten Vermögensgüter bestehen aus den Anlagegütern (Anlagevermögen) und den Vorräten und den Wertsachen.
Die nicht-produzierten Vermögensgüter bestehen aus den nicht-produzierten Sachvermögen wie Grund und Boden, Bodenschätze, freie Tier- und Pflanzenbestände und Wasserreserven sowie aus den immateriellen nicht-produzierten Vermögensgütern wie Patente, Nutzungsrechte, aktivierte Firmenwerte und sonstige immaterielle nicht-produzierte Vermögenswerte.
Das Statistische Bundesamt definiert: „Die Sachanlagen sind materielle Anlagegüter. Zu ihnen zählen die Wohnbauten, die Nichtwohnbauten, die Ausrüstungen sowie die Nutztiere und Nutzpflanzungen. Umgangssprachlich wird der Begriff Sachvermögen oft in einem weiteren Sinne als Pendant zum Geldvermögen, also synonym zum nicht-finanziellen Vermögen oder zum Bestand an Vermögensgütern verwendet.“

## Vermögensverteilung

### Weltweit
Verteilung des globalen privaten Vermögens im Jahr 2009 (in Prozent pro Zehntel der erwachsenen Bevölkerung)
Die Vermögensverteilung vergleicht das Vermögen verschiedener Teile oder Gruppen in einer Gesellschaft.
Das weltweite Vermögen ist sehr stark ungleich verteilt. Das reichste Prozent der Weltbevölkerung besaß 40 % des Weltvermögens. Die reichsten 10 % besaßen zusammen 85 % des Weltvermögens. Im Gegensatz dazu besaßen die ärmeren 50 % der Weltbevölkerung zusammen nur 1 % des weltweiten Vermögens.
Anteile verschiedener Gebiete an der Weltbevölkerung und am globalen privaten Vermögen im Jahr 2009 (in Prozent)
(*) LA. = Lateinamerika (Südamerika und Zentralamerika) (**) Reiches Asien = hier im Wesentlichen Japan, Südkorea, Taiwan, Australien, Neuseeland

### Deutschland
Auch in Deutschland ist das Vermögen sehr ungleich verteilt. 10 % der Bevölkerung besitzen im Jahr 2007 über 60 % des Vermögens, die reichsten 5 % der Bevölkerung 46 %, das reichste Prozent bereits 23 %. In Deutschland nimmt die Ungleichverteilung seit Mitte der 1990er Jahre zudem stark zu.

## Vermögen und Reichtum
Armut und Reichtum lassen sich vor allem über die Verfügbarkeit materieller Ressourcen in Form von Einkommen und Vermögen messen. Der ausschließlich auf Einkommen beruhende Reichtum ist nur bei Erwerbstätigkeit möglich, so dass der Reichtum bei fehlender Erwerbstätigkeit schwindet. Vermögen kann auch „schwinden“, ist jedoch im Regelfall dauerhafter als Einkommen. Die Interdependenz von Einkommen und Vermögen ergibt sich daraus, dass Einkommen zu Vermögen führen kann (Sparen) und Vermögen wiederum Einkommen aus Vermögensertrag generieren kann.
Da private Vermögensbildung eine Alternative zur staatlichen Altersvorsorge darstellt, wird sie von einigen Staaten gefördert (siehe auch: Arbeitnehmersparzulage, Wohnungsbauprämie, Altersvorsorgezulage).